# Пърфект Съркъл
A Perfect Circle (често съкращавано до APC) е американска алтернативна рок супергрупа, основана от китариста Били Хауърдел (Billy Howerdel), работил с групи като Nine Inch Nails, Smashing Pumpkins, Fishbone и Tool.
В групата влизат още Мейнард Джеймс Кийнън (Maynard James Keenan) на вокали, бас-китаристът Джорди Уайт (Jeordie White, преди в Мерилин Менсън), китаристът Джеймс Иха (James Iha, преди в Smashing Pumpkins) и барабанистът Джош Фрийз (Josh Freese).
Групата официално прекъсва дейността си през 2004 г. Оттогава членовете ѝ работят по различни проекти, като най-известният от тях е албумът „10 000 Days“ на Tool от 2006 г., по който работи Мейнард Джеймс Кийнън, както и албумът „Keep Telling Myself It's Alright“ на Ashes Divide – соло проектът на Били Хауърдел. Двамата съобщават, че са се събрали отново, за да работят по нов материал през късната 2008 г. Въпреки това A Perfect Circle нямат публични изяви преди 2010 г., когато групата стартира турне.
На 19 ноември 2013 г. A Perfect Circle издават албум с най-големите си хитове, озаглавен „Three Sixty“. Той включва и новата песен на групата, наречена „By and Down“. На 26 ноември 2013 г. групата издава и бокс-сет под заглавието „A Perfect Circle Live: Featuring Stone and Echo“. Макар и групата да продължава да работи върху нов материал след събирането си, съществуват малко детайли относно датата на издаване на нов албум, както и под каква форма ще стане това.
A Perfect Circle имат три студийни албума:
- 2000 – Mer de Noms – достигнал платинен статут и #4 в класацията Billboard 200
- 2003 – Thirteenth Step – достигнал платинен статут и #2 в класацията Billboard 200
- 2004 – eMOTIVe – достигнал златен статут и #2 в класацията Billboard 200

## История

### АлбумътMer de Noms(1999–2001)
Групата A Perfect Circle е създадена от Били Хауърдел, бивш китарист на Nine Inch Nails, Smashing Pumpkins и Fishbone. Хауърдел се запознава с Мейнард Джеймс Кийнън през 1992 г., когато Tool откриват концерт на Fishbone и двамата стават приятели. Три години по-късно Кийнън предлага на Хауърдел, който по това време си търси квартира, стая в собственото си жилище в северен Холивуд, Лос Анджелис, Калифорния. Тази ситуация дава на Хауърдел възможността да изсвири на Кийнън демо версии на парчетата си. Кийнън харесва това, което чува и отбелязва, че „може да чуе как сам той пее тези песни“. Въпреки че Хауърдел първоначално иска жена вокалист той се съгласява с това, че Кийнън ще пасне добре на проекта и малко след това се създава групата A Perfect Circle. Към тях се присъединяват басистката и цигуларката Паз Ленчантин, бившият китарист на Failure Трой Ван Левен и предишният барабанист на Primus Тим Алекзандър. Групата прави първото си шоу в клуба Viper Club Reception в Лос Анджелис на 15 август 1999 г. След като свири известно време в Лос Анджелис групата започва да записва първия си албум в студио.  Алекзандър е заместен скоро след това от друг барабанист и член на The Vandals, Джош Фрийз, но изпълнението му все още може да се чуе в албумната версия на песента „The Hollow“.

## Дискография

### Албуми
- Mer de Noms, 23 май 2000
- Thirteenth Step, 16 септември
- eMOTIVe, 1 ноември 2004

### Видео албуми
- aMOTION, 16 ноември 2004

### Музикални клипове
- Judith, 2000
- 3 Libras, 2001
- Thinking of You, 2002
- Weak and Powerless, 2003
- The Outside, 2004
- Blue, 2004
- Counting Bodies Like Sheep to the Rhythm of the War Drums, 2004
- Imagine, 2004
- Passive, 2005

### Сингли
- Judith, 2000
- 3 Libras, 2000
- The Hollow, 2001
- Weak and Powerless, 2003
- The Outsider, 2004
- Blue, 2004
- Imagine, 2004
- Passive, 2005

### Промоционални сингли
- Counting Bodies Like Sheep to the Rhythm of the War Drums, 2004